# Jordan Bardella
Jordan Bardella (Drancy, Isla de Francia, 13 de septiembre de 1995) es un político francés que se desempeña como presidente de Agrupación Nacional desde septiembre de 2021. Fue el principal candidato del Agrupación Nacional en las elecciones al Parlamento Europeo de 2019. También se desempeñó como presidente del Frente Nacional de Juventudes (FNJ), que luego pasó a llamarse Generación Nacional (GN).

## Biografía
Cursó estudios secundarios en el instituto privado Saint-Jean-Baptiste-de-La-Salle, en Saint-Denis, obteniendo un diploma de bachillerato económico y social. No logra el concurso de entrada al Instituto de Estudios Políticos de París y empieza estudios de geografía en la Universidad de París IV París Sorbonne, que no completó ya que abandonó los estudios para dedicarse a la política.
En 2012, se unió al Frente Nacional (FN), que pasó a llamarse Agrupación Nacional (RN) en 2018. Junto a Sébastien Chenu y Julien Sanchez, se convirtió en portavoz del partido después de la derrota de Marine Le Pen en las elecciones presidenciales de 2017. Al año siguiente, Le Pen también lo designó como presidente del Front National de la Jeunesse (FNJ), que más tarde se convirtió en la Generación Nacional (GN), juventud del partido. Desde 2019 se desempeña como vicepresidente de la RN junto a Steeve Briois.
A los 23 años, fue designado como el cabeza de lista de la Agrupación Nacional para las elecciones al Parlamento Europeo de 2019 en Francia. Desde entonces, es Diputado al Parlamento Europeo.
Su partido obtiene el 33% de los votos en la primera vuelta de las elecciones parlamentarias de junio de 2024.